# Sporting Blood (film 1909)
Sporting Blood è un cortometraggio muto del 1909. Il nome del regista non viene riportato nei credit del film.

## Trama
Una sposina si ingelosisce credendo che il marito sia uscito di casa perché la tradisce. Inizia un inseguimento a rotta di collo ma poi alla fine l'equivoco viene chiarito e la giovane moglie perdona il marito che non la tradisce ma gioca alle corse.

## Produzione
Il film fu prodotto dalla Lubin Manufacturing Company.

## Distribuzione
Distribuito dalla Lubin Manufacturing Company, il film - un breve cortometraggio della lunghezza di 180 metri - uscì nelle sale cinematografiche statunitensi il 29 luglio 1909. Nelle proiezioni, veniva programmato con il sistema dello split reel, accorpato in un'unica bobina con un altro cortometraggio prodotto dalla Lubin, la commedia Mr. Buttinsky.